# Palisota preussiana
Palisota preussiana är en himmelsblomsväxtart som beskrevs av Karl Moritz Schumann och Charles Baron Clarke. Palisota preussiana ingår i släktet Palisota och familjen himmelsblomsväxter. IUCN kategoriserar arten globalt som sårbar. Inga underarter finns listade.